# Alexandra Zakrevskaïa
Alexandra Zakrevskaïa est une gymnaste trampoliniste russe.

## Biographie
Alexandra Zakrevskaïa remporte aux Championnats du monde de trampoline 1996 à Vancouver la médaille d'or par équipe avec Irina Karavaeva, Irina Slonova et Tatiana Kovaleva, l'équipe russe réalisant un score de 111 points. Elle se classe douzième de l'épreuve individuelle.